# Римска инквизиция
Римската инквизиция е съдебна система под юрисдикцията на Светия престол на Римокатолическата църква от втората половина на 16 век, която отговаря за съдебното преследване на лица, обвинени в широк спектър престъпления, свързани с религиозна доктрина или изоповядващи ереси. Римската инквизиция е една от общо трите различни прояви на по-широката католическата Инквизиция, заедно с Испанската инквизиция и Португалската инквизицията. Юрисдикцията ѝ се разпростира върху италийския полуостров.
Римската инквизиция била отговорна за преследването на лица, обвинени в извършване на престъпления свързани с ерес, включително протестантство, вещерство, неморалност, богохулство, конвертиране към юдаизъм след приемане на християнството (конверси) и т.н. След 1567 г. юрисдикцията ѝ се разширява и върху теологични въпроси, като например любов, магия, суеверие и култура. Инквизицията не налагала наказания, а дисциплинарни мерки. Целта била лечение и превенция. 
Юрисдикцията ѝ се разпрострирала по различно време върху Малта и различни части на Европа, включително Авиньон във Франция. Римската инквизиция, за разлика от испанската и португалската, била значително по-бюрократична и съсредоточена предпочително върху надзора, още повече, че в Италия евреите били незначително малцинство в сравнение с тези на Пиренейския полуостров. 
Римската инквизиция била в патримониума на Доминиканския орден. Функцията ѝ се изразявала основно в разискване на богословски и тълкувателни въпроси по конкретни казуси. Към нея съществували факултативни съвети по тематични области.  През 1588 г. папа Сикст V установява 15 конгрегации на Римската курия, като Върховна свещена конгрегация на Римската и Вселенска инквизиция била обща и единна колегия. 
Основна функция на Римската инквизиция била да противодейства на разпространението на протестантството в Италия и по-точно на идеите на Мартин Лутер и лутеранството. В рамките на институцията имало система от трибунали, която продължила да съществува до средата на 18 век.